# ایستوک (گمینا دوبیچه تسرکیونه)
ایستوک (به لهستانی:  Istok) یک روستا در لهستان است که در گمینا دوبیچه تسرکیونه واقع شده‌است. ایستوک ۱۳۰ نفر جمعیت دارد.